# Чорноліска (річка)
Чорноліска — річка в Україні, у Знам'янському районі Кіровоградської області. Права притока Інгульця (басейн Дніпра).

## Опис
Довжина річки була приблизно 11 км. Нині у пригирловій частині річки залишилася лише ділянка довжиною приблизно 1,6 км.

## Розташування
Річка брала початок біля хутора Павальїва та станції Хирівка (с. Богданівка). Протікала переважно на північний схід через болото Чорний Ліс і у селі Чорноліска впадала у річку Інгулець, праву притоку Дніпра.